# Hofanlage Altendorf 21
Die Hofanlage Altendorf 21 in der niedersächsischen Samtgemeinde Land Hadeln, Gemeinde Osten-Altendorf, im Landkreis Cuxhaven, stammt aus der ersten Hälfte des 19. Jahrhunderts. Aktuell (2024) wird sie landwirtschaftlich genutzt.
Die Gebäude stehen unter Denkmalschutz (siehe auch Liste der Baudenkmale in  Osten (Oste)).

## Geschichte und Beschreibung
Altendorf war eine Bauerschaft aus der zusammen mit Isensee um 1400 die Gemeinde Osten entstand. Das Marschenland wurde ab dem 14. Jahrhundert kultiviert. Ein längerer Erschließungsweg führt zum Hof.
Die Hofanlage des Marschbauern in einer langen, schmalen, von Gräben begrenzten Parzelle, besteht aus:
- dem eingeschossigen traufständigen Wohn- und Wirtschaftsgebäude von um 1830 als Zweiständer-Hallenhaus in engmaschigem Fachwerk mit Steinausfachungen, mit hohlpfannengedecktem Satteldach, mit der Grooten Door und den oberen Giebeldreiecken regionaltypisch horizontal verbrettert; der Wirtschaftsteil mit einer 10-Gefachlänge ist groß dimensioniert, im Wohnteil sind hochgezogene Wände eingezogen, an der südwestlichen Traufseite eine auffällige dreistufige Freistreppe, Eingang als dreibogige Verandanische auf kannelierten Säulen mit gestuftem Kapitell und geschmückter Bogenunterseite,[2]
- der eingeschossigen giebelständigen Scheune mit Stallteil aus der ersten Hälfte des 19. Jh. als Zweiständerkonstruktion in Fachwerk mit Steinausfachungen, mit hohlpfannengedecktem Satteldach, dem außermittigen Einfahrtstor und einer Ladeluke im Giebel sowie den oberen regionaltypischen verbretterten Giebeldreiecken[3]
- sowie weitere nicht denkmalgeschützte Anlagen.

Das Landesdenkmalamt befand u. a.: „… typische Marschbauern-Hofanlage … [im] marschentypischen Grünlandes in Beetform …“